# Lijst van drukste spoorwegstations van Nederland

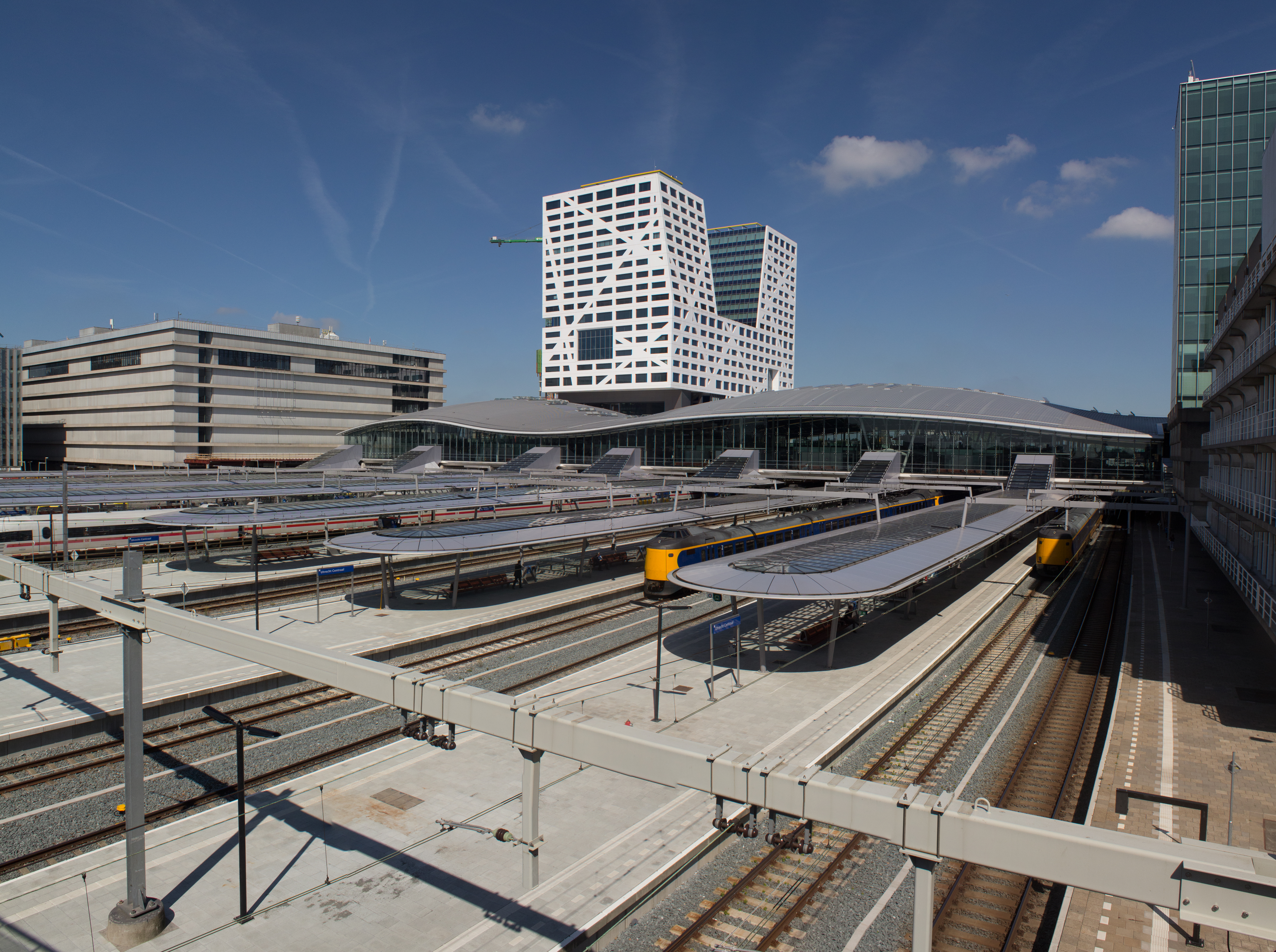
1. Utrecht Centraal

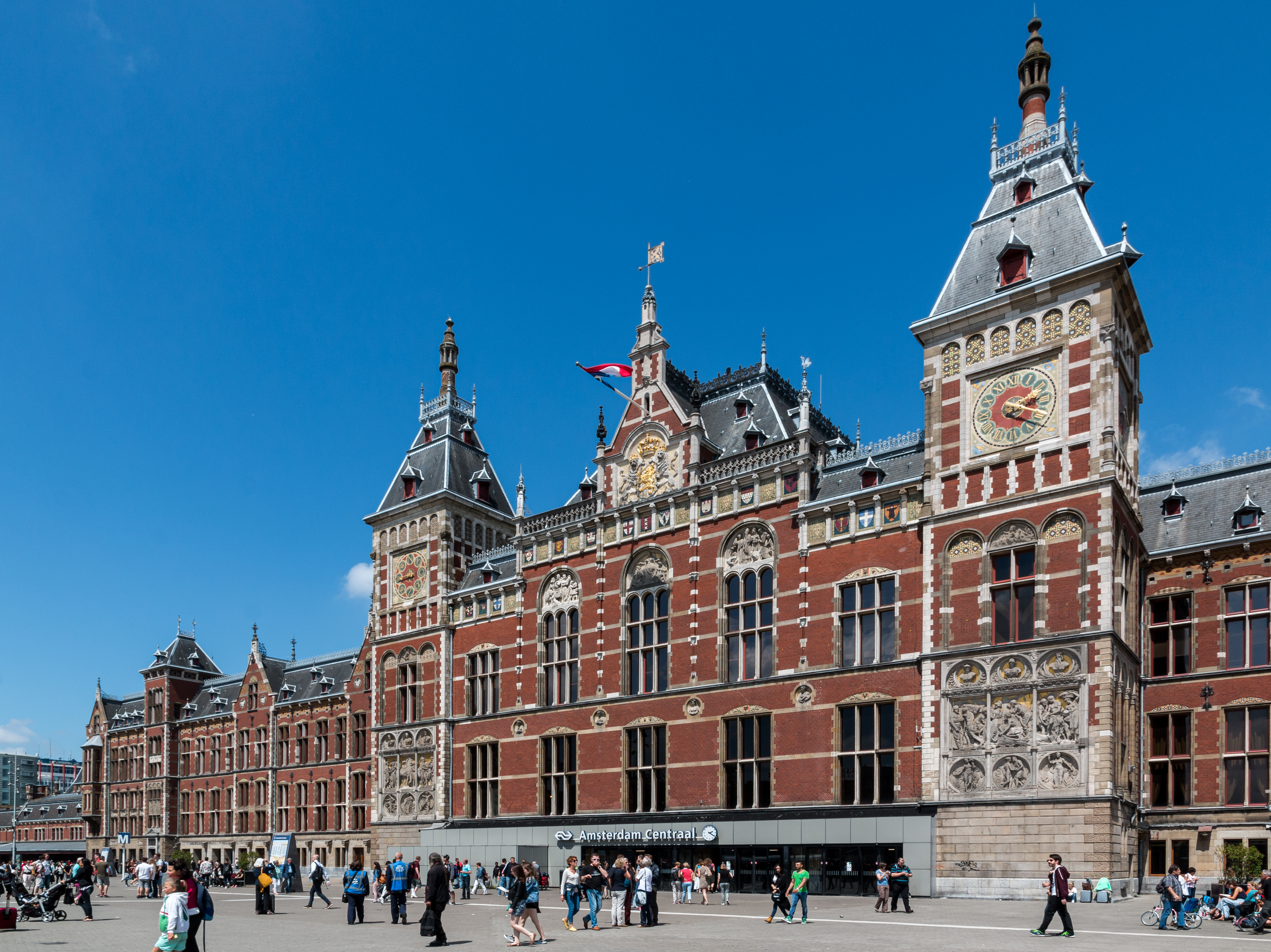
2. Amsterdam Centraal

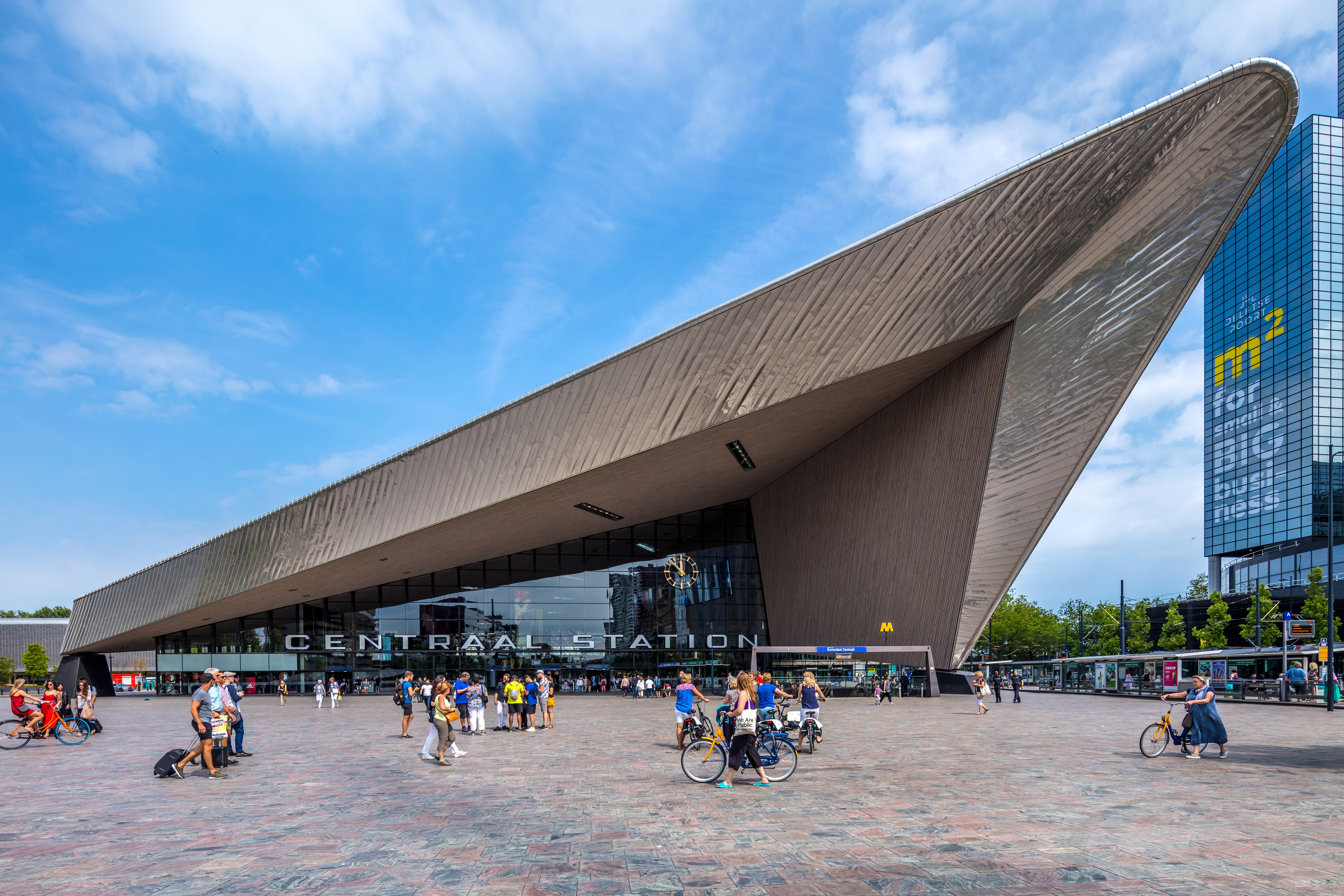
3. Rotterdam Centraal

Dit is een lijst van drukste treinstations van Nederland. Dit wordt gemeten aan de hand van reizigerstellingen van NS. Deze meet opgestapte en afgestapte reizigers.
De lijst met de dertig drukste treinstations in 2019 qua opgestapte en afgestapte reizigers op een weekdag: 
| Station                 | Plaats           | Passagiers |
| ----------------------- | ---------------- | ---------- |
| Utrecht Centraal        | Utrecht          | 207.360    |
| Amsterdam Centraal      | Amsterdam        | 199.510    |
| Rotterdam Centraal      | Rotterdam        | 101.732    |
| Den Haag Centraal       | Den Haag         | 98.818     |
| Schiphol Airport        | Schiphol         | 98.071     |
| Leiden Centraal         | Leiden           | 82.689     |
| Amsterdam Zuid          | Amsterdam        | 68.699     |
| Eindhoven Centraal      | Eindhoven        | 68.154     |
| Amsterdam Sloterdijk    | Amsterdam        | 60.472     |
| 's-Hertogenbosch        | 's-Hertogenbosch | 49.790     |
| Nijmegen                | Nijmegen         | 47.526     |
| Arnhem Centraal         | Arnhem           | 45.690     |
| Amersfoort Centraal     | Amersfoort       | 44.831     |
| Haarlem                 | Haarlem          | 43.807     |
| Zwolle                  | Zwolle           | 42.123     |
| Delft                   | Delft            | 40.435     |
| Breda                   | Breda            | 37.053     |
| Amsterdam Amstel        | Amsterdam        | 36.100     |
| Tilburg                 | Tilburg          | 35.503     |
| Den Haag HS             | Den Haag         | 34.892     |
| Amsterdam Bijlmer ArenA | Amsterdam        | 30.035     |
| Almere Centrum          | Almere           | 28.006     |
| Hilversum               | Hilversum        | 27.490     |
| Rotterdam Blaak         | Rotterdam        | 25.882     |
| Gouda                   | Gouda            | 25.126     |
| Dordrecht               | Dordrecht        | 24.647     |
| Schiedam Centrum        | Schiedam         | 24.246     |
| Zaandam                 | Zaandam          | 23.687     |
| Alkmaar                 | Alkmaar          | 21.495     |
| Deventer                | Deventer         | 21.458     |